# Kilstjärtsörn

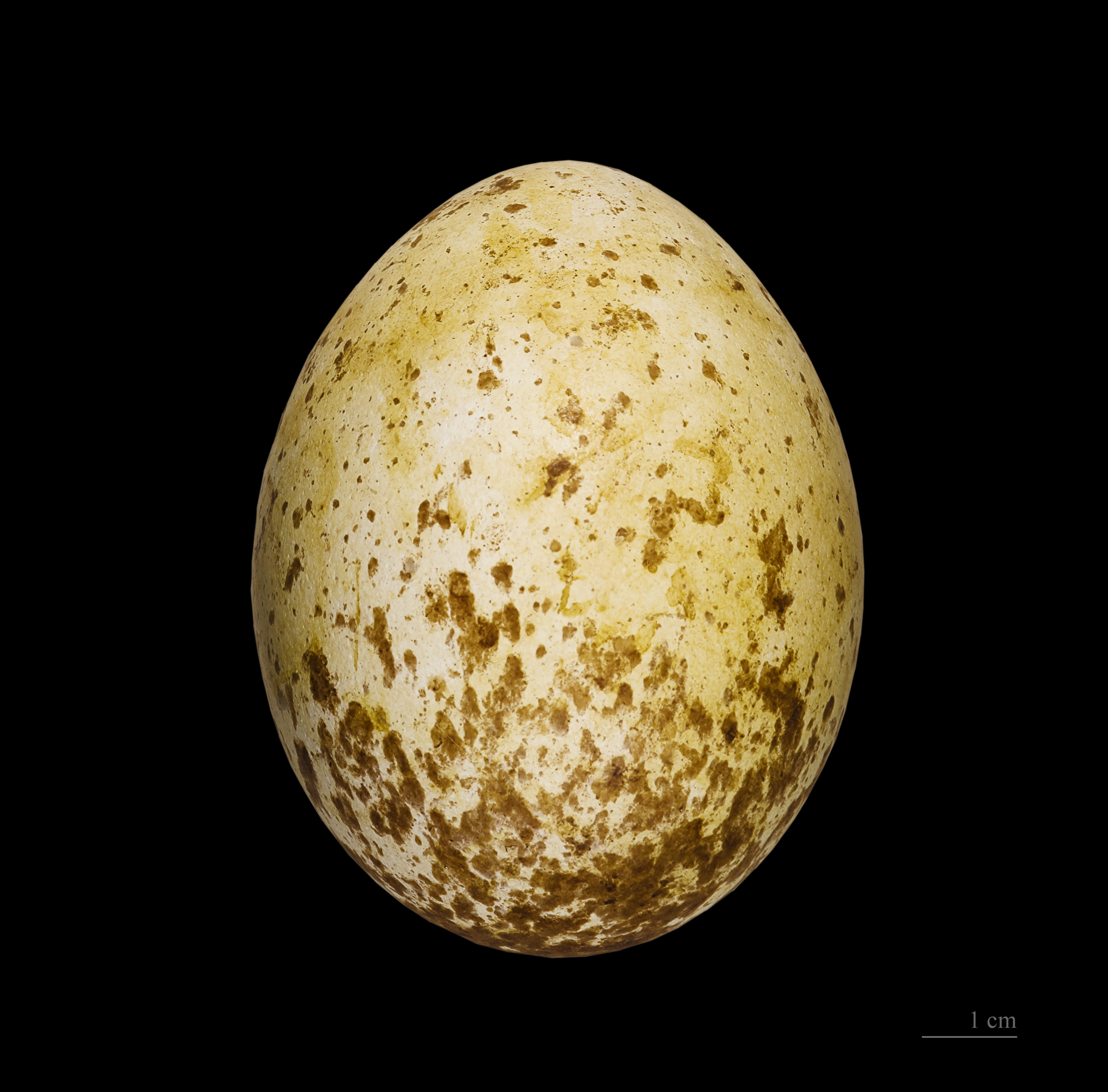
Aquila audax

Kilstjärtsörn (Aquila audax) är en rovfågel som förekommer i australiska regionen och är en av världens största nu levande örnar.

## Utseende
Kilstjärtsörnen är en mycket stor rovfågel med cirka 2,3 meters vingspann, en lång lite trekantig stjärt, och dess ben är befjädrade hela vägen till klorna. Näbben är ljust rosa till krämfärgad, ögonen bruna, ibland mörkbruna. Honor väger cirka 4,2–5,3 kilogram och är större och tyngre än hanarna som väger cirka 3,2–4,0 kilogram. Kilstjärtsörnen är Australiens största rovfågel.

## Utbredning och systematik
Kilstjärtsörnen förekommer över stora delar av Australiens fastland, på Tasmanien och södra Nya Guinea. När de bildat par lever de som stannfåglar medan juveniler och adulta individer som inte bildat par drar omkring och uppträder som strykfåglar.
Kilstjärtsörnen delas ofta upp i två underarter med följande utbredning:
- Aquila audax audax – Australien och Nya Guinea
- Aquila audax fleayi – Tasmanien

Dess närmaste släkting är troligen kuskusörnen som även den förekommer på Nya Guinea men även i Moluckerna. Klippörn, hökörn och afrikansk hökörn är också sannolikt nära släktingar.

## Levnadssätt
Kilstjärtsörnen ses ofta kretsa högt, ibland i flockar, över bergsartad terräng. Den påträffas ofta födosöka vid vägar på jakt efter trafikskadat vilt eller hittas sittande på telefonstolpar eller i döda träd. 

## Status och hot
Arten har ett stort utbredningsområde och en stor population, och tros öka i antal. Utifrån dessa kriterier kategoriserar IUCN arten som livskraftig (LC).

## Namn
Fågeln har på svenska även kallats kilstjärtörn och viggstjärtsörn.